# Chen Jian
Chen Jian (chinesisch 陈健; * Februar 1942 in Wuxian, Suzhou, Jiangsu) ist ein ehemaliger Diplomat der Volksrepublik China, der zwischen 1998 und 2001 Botschafter in Japan sowie im Anschluss von 2001 bis 2007 Vize-Generalsekretär der Vereinten Nationen war.

## Leben
Chen Jian trat im September 1967 in das Außenministerium und war erst Mitarbeiter der dortigen Abteilung Internationale Organisationen und Konferenzen sowie im Anschluss von September 1968 bis Oktober 1971 der Kaderschule des Außenministeriums, ehe er im Anschluss zwischen Oktober 1971 und September 1972 erneut Mitarbeiter der Abteilung Internationale Organisationen und Konferenzen war. 
Nachdem er von September 1972 bis Oktober 1977 Attaché an der Ständigen Vertretung bei den Vereinten Nationen in New York City war, war er zwischen Oktober 1977 und Juli 1980 abermals Mitarbeiter der Abteilung Internationale Organisationen und Konferenzen im Außenministerium. Daraufhin fungierte von Juli 1980 bis Februar 1984 nacheinander als Dritter, Zweiter sowie zuletzt als Erster Sekretär an der Ständigen Vertretung bei den Vereinten Nationen in New York City. 
Im Anschluss fungierte er zwischen Februar 1984 und September 1985 als Assistent des Exekutivdirektors des Internationalen Währungsfonds (IWF) sowie daraufhin von September 1985 bis September 1992 nacheinander als Referatsleiter, Berater und zuletzt als stellvertretender Generaldirektor der Abteilung Internationale Organisationen und Konferenzen im Außenministerium.
Im September 1992 wurde Chen im Range eines Botschafters stellvertretender Ständiger Vertreter bei den Vereinten Nationen und übte diese Funktion bis Juli 1994 aus, woraufhin er nach seiner Rückkehr zwischen Juli 1994 und Februar 1996 Generaldirektor der Abteilung Öffentlichkeitsarbeit und Sprecher des Außenministeriums war. 
Danach fungierte er von Februar 1996 bis Februar 1998 als Assistierender Außenminister und war zugleich Mitglied des Parteikomitees der KPCh im Außenministerium. Im Februar 1998 löste er Xu Dunxin als außerordentlicher und bevollmächtigter Botschafter in Japan ab und übte diesen Posten im Range eines Vizeministers bis April 2001 aus, woraufhin Wu Dawei seine Nachfolge antrat.
Chen Jian löste im April 2001 Jin Yongjian als Unter-Generalsekretär der Vereinten Nationen ab und bekleidete dieses Amt bis 2007.

## Weblink
- Biografie auf der Homepage des Außenministeriums